# Levico Terme
Levico Terme är en stad och kommun i provinsen Trento i regionen Trentino-Sydtyrolen i Italien, 14 kilometer östsydöst om Trento. Kommunen hade 8 094 invånare (2018).
Levico har arsenikhaltiga järnkällor och var tidigare en livligt besökt badort.